# Ізард (округ, Арканзас)
Шаблон:StateAbbr_ 36°06′ пн. ш. 91°54′ зх. д. / 36.1° пн. ш. 91.9° зх. д.
Округ Ізард (англ. Izard County) — округ (графство) у штаті Арканзас. Ідентифікатор округу 05065.

## Історія
Округ утворений 1825 року.

## Демографія
За даними перепису
2000 року
загальне населення округу становило 13249 осіб, усе сільське.
Серед мешканців округу чоловіків було 6718, а жінок — 6531. В окрузі було 5440 домогосподарств, 3772 родин, які мешкали в 6591 будинках.
Середній розмір родини становив 2,78.
Віковий розподіл населення поданий у таблиці:
| Стать    | До 15 років | 15-21 | 22-29 | 30-39 | 40-49 | 50-65 | 65-85 | Понад 85 |
| -------- | ----------- | ----- | ----- | ----- | ----- | ----- | ----- | -------- |
| Чоловіки | 1199        | 538   | 615   | 945   | 905   | 1263  | 1148  | 105      |
| Жінки    | 1080        | 490   | 465   | 789   | 822   | 1338  | 1343  | 204      |

## Суміжні округи
- Фултон — північ
- Шарп — схід
- Індепенденс — південний схід
- Стоун — південний захід
- Бекстер — північний захід

## Виноски
1. ↑  U.S. Decennial Census. United States Census Bureau. Архів оригіналу за 26 квітня 2015. Процитовано 26 серпня 2015.
2. ↑  Historical Census Browser. University of Virginia Library. Архів оригіналу за 30 травня 2019. Процитовано 26 серпня 2015.
3. ↑  Forstall, Richard L., ред. (27 березня 1995). Population of Counties by Decennial Census: 1900 to 1990. United States Census Bureau. Архів оригіналу за 24 вересня 2015. Процитовано 26 серпня 2015.
4. ↑  Census 2000 PHC-T-4. Ranking Tables for Counties: 1990 and 2000 (PDF). United States Census Bureau. 2 квітня 2001. Архів оригіналу (PDF) за 18 грудня 2014. Процитовано 26 серпня 2015.
5. ↑  State & County QuickFacts. United States Census Bureau. Архів оригіналу за 7 червня 2011. Процитовано 21 травня 2014. [Архівовано 2011-06-07 у Wayback Machine.](англ.) Наведено за англійською вікіпедією.
6. ↑  American FactFinder. Бюро перепису населення США. Архів оригіналу за 26 лютого 2012. Процитовано 31 січня 2008. [Архівовано 2008-05-21 у Wayback Machine.]

| США | Це незавершена стаття з географії США. Ви можете допомогти проєкту, виправивши або дописавши її. |